# Боако
Боако (ісп. Boaco) — місто і муніципалітет в центральній частині Нікарагуа, адміністративний центр департаменту Боако.

## Географія
Розташоване в центральній частині департаменту, за 88 км від столиці країни, міста Манагуа. Абсолютна висота — 360 метрів над рівнем моря. Місцевість в районі міста — горбиста і гориста. Клімат — тропічний із середніми температурами 27—30 °C влітку і до 18 °C — у грудні.

## Населення
За даними на 2013 рік чисельність населення міста становить 22 500 осіб.
Динаміка чисельності населення міста за роками:
| 1971  | 1995   | 2000   | 2005   | 2013   |
| ----- | ------ | ------ | ------ | ------ |
| 6 443 | 17 344 | 22 785 | 20 405 | 22 500 |

## Економіка
Економіка міста заснована головним чином на сільському господарстві (переважно м'ясо-молочний напрям). Рівень безробіття становить близько 13 %.